# Giorgia Palmas
Giorgia Palmas (Cagliari, 5 de marzo de 1982) es una presentadora de televisión, showgirl, actriz y ex modelo italiana.

## Biografía
Modelo de la Venus Dea Agency en Cagliari, en noviembre de 2000 participó en Miss Mundo, en Londres, y terminó en segundo lugar (la única italiana en subir al podio del evento); también obtiene el título de Miss Queen Europe 2000. Debutó en televisión en la primavera de 2001 participando en el programa 125 milioni di caz..te, conducido por Adriano Celentano en Rai 1, y posteriormente integró el elenco de Buona Domenica, conducido en Canale 5 por Maurizio Costanzo, con el papel de "micrófono".
La gran popularidad llega en 2002: el 23 de septiembre del mismo año Giorgia ocupa en efecto el lugar de Elisabetta Canalis en Striscia la notizia, ganando la primera edición del programa Veline y convirtiéndose, junto a la rubia Elena Barolo, en la nueva morena tisular de Striscia la notizia inicialmente hasta el 7 de junio de 2003; la pareja tuvo mucho éxito y estuvo confirmada hasta el 5 de junio de 2004.

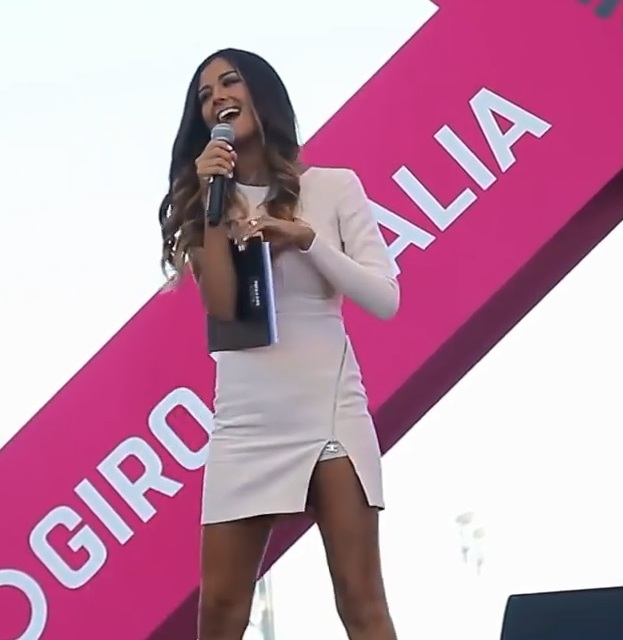
Giorgia Palmas en el Giro de Italia 2017.

En la temporada televisiva 2004-2005 fue ayuda de cámara, junto a Francesca Chillemi, en el programa I raccomandati, presentado por Carlo Conti en Rai 1: en esta variedad fue ayuda de cámara pero también presentadora y bailarina, una corista completa. En 2005, posó para el sexy calendario 2006 mensual de Max. En la temporada televisiva 2005-2006 también protagonizó la serie de televisión Carabinieri. En junio de 2005 dirigió el programa musical especial de verano CD: Live, junto con Alvin, en Rai 2, y también será elegida para apoyarlo en las dos últimas ediciones del programa, hasta junio de 2007. También en CD: Live Giorgia interpretará varios ballets con el cuerpo de baile de MAS, la academia de danza Music Arts & Show de Milán.
Del 3 al 13 de julio de 2007 presenta TRL On Tour, de Bari, junto a Alessandro Cattelan, un programa transmitido en vivo por MTV Italia. En 2008 actuó (embarazada de su hija Sofia) como coprotagonista, en el papel de la bella vecina, en el sit show de improvisación Buona la prima!, con Ale e Franz, emitido por Italia 1.
Tras unos años de ausencia de la televisión por maternidad, en 2011 volvió a participar como concursante en la octava edición del reality de Rai 2 L'isola dei famosi, donde llegó a la final y se proclamó ganadora con un 76% de los votos Después Isola, en verano, se le encomendó la dirección del espectáculo de variedades Paperissima Sprint, con Vittorio Brumotti y Gabibbo. En el mismo año se interpretó a sí misma en el cinepanettone Vacanze di Natale a Cortina con Christian De Sica y Sabrina Ferilli.
El 23 de diciembre de 2012, junto con I Moderni, presentó el especial "on ice" de la sexta edición de X Factor, retransmitido por Sky Uno el 26 de diciembre, donde Chiara Galiazzo y los demás finalistas del famoso talent show actuaron en directo, acompañando las evoluciones de los mejores patinadores sobre hielo. A partir del 17 de junio de 2013 vuelve a dirigir Paperissima Sprint durante todo el verano, siempre flanqueado por Brumotti y Gabibbo; luego se confirma nuevamente en la conducción de este programa de verano también en el verano de 2014, a partir del 9 de junio, junto a los socios tradicionales Brumotti y Gabibbo.
En el verano de 2015 fue la presentadora de la decimosexta edición del Festival Show, la gira de Radio Birikina y Radio Bella & Monella que, tras siete fechas en el noreste de Italia, finalizó en el Arena de Verona el 9 de septiembre, con grandes grandes de la música italiana e internacional como invitados. Las veladas fueron televisadas a partir del 19 de julio todos los domingos en Agon Channel y en la cadena local Antenna Tre Nordest. Al año siguiente fue elegida madrina del Giro de Italia 2016. El 23 de junio de 2016 participó como juez en Italian Pro Surfer, un concurso de talentos sobre el mundo del surf organizado por Donatella en Italia 1. Desde la temporada 2016-2017, se ha unido a Daniele Battaglia y Alan Caligiuri en la conducción del programa de radio 105 Take Away, emitido en Radio 105. El 5 de marzo de 2017, junto a Ezio Greggio, encabeza la decimocuarta edición del Monte-Carlo Film Festival de la Comédie, retransmitido por Canale 5 el 12 de marzo siguiente. En el mismo año fue reconfirmada en el papel de madrina del Giro de Italia también para la centésima edición del evento.
En la temporada televisiva 2017-2018, presentó en 7 Gold el histórico programa de entrevistas de fútbol Il processo di Biscardi, flanqueada por su ex colega de tejido Elena Barolo. Nuevamente junto a Barolo, desde el 13 de noviembre presenta el programa diario Siamo tutti Mister Bean en Radio LatteMiele. A partir del 26 de agosto de 2018 se trasladó a Milan TV, donde presentó Matchday, el programa previo y posterior al partido del canal temático dedicado al equipo de fútbol Rossoneri.

## Vida personal
De la relación con el futbolista Davide Bombardini nació su primera hija. De 2012 a 2017 estuvo vinculada sentimentalmente con el campeón de trial en bicicleta, Vittorio Brumotti, con quien presentó varias ediciones del programa de televisión de verano Paperissima Sprint en Canale 5. Desde 2018 está vinculada sentimentalmente con el nadador Filippo Magnini, quien luego se casó por lo civil el 12 de mayo de 2021 y el 14 de mayo de 2022 en la iglesia, con quien tuvo una segunda hija Mia.

## Filmografía

### Cine
- Vacanze di Natale a Cortina, dirigida por Neri Parenti - cameo (2011)

### Televisión
- Compagni di scuola – serie de televisión (2001)
- The King, dirigida por Nicolò Bongiorno – película para televisión (2004)
- ¿Te gusta Hitchcock? (Ti piace Hitchcock?), dirigida por Dario Argento – película para televisión (2005)
- Carabinieri – serie de televisión, episodio 5x04 (2006)
- Camera Café – serie de televisión, episodio 4x276 (2008)
- Cosi fan tutte – serie de televisión, episodio 1x05 (2009)
- Ultima gara, dirigida por Raoul Bova y Marco Renda – película para televisión (2021)

## Programas de televisión
- Bellissima (Canale 5, 2000) - concursante
- Miss Mundo 2000 (Channel 5, 2000) - concursante
- 125 milioni di caz..te (Rai 1, 2001) - valletta
- Buona Domenica (Canale 5, 2001-2002) - valletta
- Veline (Canale 5, 2002) - ganadora
- Striscia la notizia (Canale 5, 2002-2004) - tejida
- I raccomandati (Rai 1, 2004) - valletta
- Ma chi sei Mandrake? (Rai 1, 2005) - concursante
- CD: Live (Rai 2, 2005-2007)
- TRL On Tour (MTV, 2007)
- Buona la prima! (Italia 1, 2008)
- Risollevante Tour (Comedy Central, 2010)
- L'isola dei famosi 8 (Rai 2, 2011) - ganadora
- Paperissima Sprint (Canale 5, 2011, 2013-2014)
- X Factor on Ice (Sky Uno, 2012)
- Festival Show 2015 (Agon Channel, 2015)
- 14° Monte-Carlo Film Festival de la Comédie (Canale 5, 2017)
- Il processo di Biscardi (7 Gold, 2017-2018)
- Fan Car-aoke (Rai 2, 2018)
- Matchday (Milan TV, 2018-2020)
- Alessandro Borghese - Celebrity Chef, 1 episodio (TV8, 2022) - concursante
- Nei tuoi panni (Rai 2, 2022-2023) - columnista
- Un armadio per due (La 5, 2023) - jurada
- Isola Party (Mediaset Infinity, 2023) - conductora

## Comerciales
- Cotton Club (2005)
- Fondo Ambiente Italiano (2012-2014)
- Beatrice.b (2014)
- Lotto (2014-2015)
- Nivea (2016-2017, 2019-2021)
- Samsung Electronics (2016)
- Toyota C-HR (2016-2017)
- Netflix (2018)
- Acqua & Sapone (2018-2019, 2023)
- Avon Products (2019-2020)
- Giocodigitale.game (2020-2021)
- Equivalenza (2021)
- Keys (2023)
- Clinic medical beauty (2023)

## Radio
- 105 Take Away (Radio 105, 2016-2017) - Coanfitrión
- Siamo tutti Mister Bean (Radio LatteMiele, 2017-2018)
- Gli uomini vengono da Marte, le donne da Venere (Radio LatteMiele, 2019)

## Otras actividades
Madrina
- Madrina del Giro de Italia 2016 (2016)
- Madrina del Giro de Italia 2017 (2017)
- Madrina del Salón del Automóvil 2017 (2017)